# مقاطعة ماريون (ميسيسيبي)
مقاطعة ماريون هي مقاطعة في مسيسيبي، بلغ عدد سكانها 27٬088  نسمة، في 2010، عاصمتها كولومبيا، تبلغ مساحتها 1٬421 كيلومتر مربع.

## الموقع
تشترك في الحدود مع:
- مقاطعة جيفرسون ديفيس (ميسيسيبي)
- مقاطعة واشنطن
- مقاطعة والثال (ميسيسيبي)
- مقاطعة بيرل (ميسيسيبي)
- مقاطعة لامار (ميسيسيبي)
- مقاطعة لورنس.

## التقسيمات الإدارية
- كولومبيا.